# Grand Prix Formule 1 van Canada 1989
De Grand Prix Formule 1 van Canada 1989 werd gehouden op 18 juni 1989 in Montreal.

## Uitslag
| Positie | Nummer | Rijder                | Team                  | Ronden | Tijd/Opgave         | Startplaats | Punten |
| ------- | ------ | --------------------- | --------------------- | ------ | ------------------- | ----------- | ------ |
| 1       | 5      | Thierry Boutsen       | Williams-Renault      | 69     | 2:01:24.073         | 6           | 9      |
| 2       | 6      | Riccardo Patrese      | Williams-Renault      | 69     | + 30.007            | 3           | 6      |
| 3       | 22     | Andrea de Cesaris     | Dallara-Ford          | 69     | + 1:36.649          | 9           | 4      |
| 4       | 11     | Nelson Piquet         | Lotus-Judd            | 69     | + 1:41.484          | 19          | 3      |
| 5       | 25     | René Arnoux           | Ligier-Ford           | 68     | + 1 Ronde           | 22          | 2      |
| 6       | 21     | Alex Caffi            | Dallara-Ford          | 67     | + 2 Rondes          | 8           | 1      |
| 7       | 1      | Ayrton Senna          | McLaren-Honda         | 66     | Motor               | 2           |        |
| 8       | 38     | Christian Danner      | Rial-Ford             | 66     | + 3 Rondes          | 23          |        |
| NF      | 31     | Roberto Moreno        | Coloni-Ford           | 57     | Differentieel       | 26          |        |
| NF      | 9      | Derek Warwick         | Arrows-Ford           | 40     | Motor               | 12          |        |
| NF      | 3      | Jonathan Palmer       | Tyrrell-Ford          | 35     | Spin                | 14          |        |
| NF      | 17     | Nicola Larini         | Osella-Ford           | 33     | Elektrisch probleem | 15          |        |
| NF      | 16     | Ivan Capelli          | March-Judd            | 28     | Spin                | 21          |        |
| NF      | 30     | Philippe Alliot       | Larrousse-Lamborghini | 26     | Spin                | 10          |        |
| DQ      | 36     | Stefan Johansson      | Onyx-Ford             | 13     | Gediskwalificeerd   | 18          |        |
| NF      | 24     | Luis Perez-Sala       | Minardi-Ford          | 11     | Spin                | 24          |        |
| NF      | 15     | Maurício Gugelmin     | March-Judd            | 11     | Elektrisch probleem | 17          |        |
| NF      | 28     | Gerhard Berger        | Ferrari               | 6      | Versnellingsbak     | 4           |        |
| NF      | 40     | Gabriele Tarquini     | AGS-Ford              | 6      | Spin                | 25          |        |
| NF      | 10     | Eddie Cheever         | Arrows-Ford           | 3      | Spin                | 16          |        |
| NF      | 2      | Alain Prost           | McLaren-Honda         | 2      | Ophanging           | 1           |        |
| DQ      | 27     | Nigel Mansell         | Ferrari               | 0      | Gediskwalificeerd   | 5           |        |
| NF      | 8      | Stefano Modena        | Brabham-Judd          | 0      | Ongeluk             | 7           |        |
| NF      | 23     | Pierluigi Martini     | Minardi-Ford          | 0      | Ongeluk             | 11          |        |
| DQ      | 19     | Alessandro Nannini    | Benetton-Ford         | 0      | Gediskwalificeerd   | 13          |        |
| NF      | 4      | Michele Alboreto      | Tyrrell-Ford          | 0      | Elektrisch probleem | 20          |        |
| NQ      | 12     | Satoru Nakajima       | Lotus-Judd            |        |                     |             |        |
| NQ      | 29     | Yannick Dalmas        | Larrousse-Lamborghini |        |                     |             |        |
| NQ      | 20     | Johnny Herbert        | Benetton-Ford         |        |                     |             |        |
| NQ      | 26     | Olivier Grouillard    | Ligier-Ford           |        |                     |             |        |
| PQ      | 7      | Martin Brundle        | Brabham-Judd          |        |                     |             |        |
| PQ      | 37     | Bertrand Gachot       | Onyx-Ford             |        |                     |             |        |
| PQ      | 33     | Gregor Foitek         | EuroBrun-Judd         |        |                     |             |        |
| PQ      | 18     | Piercarlo Ghinzani    | Osella-Ford           |        |                     |             |        |
| PQ      | 34     | Bernd Schneider       | Zakspeed-Yamaha       |        |                     |             |        |
| PQ      | 41     | Joachim Winkelhock    | AGS-Ford              |        |                     |             |        |
| PQ      | 39     | Volker Weidler        | Rial-Ford             |        |                     |             |        |
| PQ      | 35     | Aguri Suzuki          | Zakspeed-Yamaha       |        |                     |             |        |
| PQ      | 32     | Pierre-Henri Raphanel | Coloni-Ford           |        |                     |             |        |

## Wetenswaardigheden
- Nigel Mansell en Alessandro Nannini werden gediskwalificeerd doordat ze vanuit de pitstraat startten voordat de race daadwerkelijk begonnen was.

## Statistieken
| Pole-position | Alain Prost     | McLaren-Honda | 1:20.973 |
| Snelste ronde | Jonathan Palmer | Tyrrell-Ford  | 1:31.925 |

## Noot
- Dit was de vierhonderdste Grand Prix-start voor een Italiaanse coureur.
- Eerste snelste ronde voor Jonathan Palmer.
- Vijfde podiumplaats voor Andrea de Cesaris.
- Eerste Grand Prix-winst voor Thierry Boutsen. Boutsen won zijn eerste race pas in zijn 95ste Grand Prix, en hiermee verbrak hij het record van Nigel Mansell, die 72 Grands Prix moest wachten voor zijn eerste overwinning, tijdens de Grote Prijs van Europa van 1985.

1967 · 1968 · 1969 · 1970 · 1971 · 1972 · 1973 · 1974 · 1976 · 1977 · 1978 · 1979 · 1980 · 1981 · 1982 · 1983 · 1984 · 1985 · 1986 · 1988 · 1989 · 1990 · 1991 · 1992 · 1993 · 1994 · 1995 · 1996 · 1997 · 1998 · 1999 · 2000 · 2001 · 2002 · 2003 · 2004 · 2005 · 2006 · 2007 · 2008 · 2010 · 2011 · 2012 · 2013 · 2014 · 2015 · 2016 · 2017 · 2018 · 2019 · 2022 · 2023 · 2024 · 2025 · 2026 · 2027 · 2028 · 2029